# Tricalysia lasiodelphys
Espèce
Synonymes
- Coffea lasiodelphys K.Schum. & K.Krause[1]
- Discocoffea lasiodelphys (K.Schum. & K.Krause) A.Chev.[1]
- Tricalysia lasiodelphys subsp. lasiodelphys[1]

Tricalysia lasiodelphys (K.Schum. & K.Krause) A.Chev. est une espèce de plantes de la famille des Rubiacées et du genre Tricalysia, observée au Cameroun et au Gabon.

## Description
C'est un petit arbre pouvant atteindre 15 m de hauteur.

## Liste des sous-espèces
Selon Catalogue of Life (5 décembre 2017) :
- sous-espèce Tricalysia lasiodelphys subsp. anomalura
- sous-espèce Tricalysia lasiodelphys subsp. lasiodelphys

Selon The Plant List (5 décembre 2017) :
- sous-espèce Tricalysia lasiodelphys subsp. anomalura (N.Hallé) Robbr.

Selon Tropicos (5 décembre 2017) (Attention liste brute contenant possiblement des synonymes) :
- sous-espèce Tricalysia lasiodelphys subsp. anomalura (N. Hallé) Robbr.
- sous-espèce Tricalysia lasiodelphys subsp. lasiodelphys

## Distribution
La sous-espèce anomalura est présente au Cameroun (réserve de faune du Dja) et au Gabon sur deux sites.

La sous-espèce lasiodelphys est endémique du Cameroun où elle a été observée sur cinq sites : les pentes du mont Cameroun (Région du Sud-Ouest), également dans la Région du Littoral (à Song Bong, près de Lep Mbikeng et près du lac Tissongo) ; ainsi qu'au Sud près de Kribi et aux alentours de Bipindi.